# Psaltaren
Psaltaren är en skrift i judendomens Ketuvim, och även en bok i Gamla testamentet i Bibeln. Den är i sin nuvarande form en samling av delvis mycket gamla texter, tillkomna under en lång period, bearbetade och samlade i det som nu kallas Psaltaren. De yngsta delarna är från c:a 300-talet f Kr. De äldsta är många hundra år äldre, men ständigt bearbetade tills de någon gång på 300-talet fick sin nuvarande form. Ursprungsspråket är hebreiska. På 200-talet f Kr översattes Psaltaren till grekiska, och det är från en avskrift av denna översättning som namnet Psaltaren kommer, grekiska Psalt'aerion, vilket är en direktöversättning av det hebreiska nebael, ett stränginstrument som användes i kulten. I den grekiska översättningen Septuaginta kallas skriften vanligen B'iblos psalm'on, psalmernas bok. I den hebreiska bibeln kallas skriften Tehellím, lovsångerna. En bok som innehåller Psaltaren kallas psalterium.

## Indelning
Psaltaren består av ett antal psalmer. Ordet psalm kommer av grekiska psall'ein, som betyder "knäppa med fingrarna" och syftar på att man knäppte på ett stränginstrument med fingrarna under det att psalmen framfördes. Med tiden kom det man framförde att i sin helhet kallas psalm (på hebreiska mizm'or).
Den indelning som finns i Psaltaren i fem böcker är en konstlad uppdelning, kanske påverkad av Moseböckernas uppdelning i fem böcker. Antalet psalmer (150 st) kan ha påverkats av att Moseböckerna är fem (5x30=150 psalmer) till antalet. I den grekiska översättningen Septuaginta följer man inte detta, utan har en extra psalm, 151. Bland Qumran-fynden hittades ytterligare fem psalmer i den handskrift som där fanns av Psaltaren. Psalmer finns för övrigt även i andra gammaltestamentliga skrifter.
Psaltaren bär tydliga spår av att vara en samling av psalmer från olika, andra samlingar. Tydliga gränser finns bara i undantagsfall, som när det gäller psalmerna 73-83 som gärna undviker gudsnamnet (Herren), och i stället använder tilltalsnamnet Gud. Vallfartssångerna nr 120-134 är ett annat exempel.
Det var först när man började trycka bibeln på 1500-talet som psalmerna fick den uppställning som de nu har. Tidigare skrev man en fortlöpande text (se bilden), och i ännu äldre handskrifter skrev man även utan så kallade anfang (typografi)er (utsirade bokstäver i början). Det var också på 1500-talet som versraderna fick nummer.
Ibland är det lite oklart om psalmer som saknar rubrik (till exempel psalmerna 10 och 43) verkligen är separata psalmer, eller om de ska läsas ihop med föregående psalm (så gör Bibel 2000).

## Psaltarens plats i det religiösa livet
Psaltaren är en av de mest älskade böckerna i Gamla Testamentet. Orsaken till detta torde vara att dess psalmer på ett mycket direkt sätt uttrycker tro/tvivel på Gud. Detta har gjort att en mängd dikter och sånger från alla senare tider har kunnat hämta inspiration från dessa psalmer. Psaltaren brukas flitigt även utan omdiktning i många sammanhang, flera gånger dagligen exempelvis i kloster och andra andliga gemenskaper. De så kallade tidebönerna är uppbyggda kring dessa psalmer.
Psalmerna spelar även stor roll i judiska sammanhang, till exempel läses bestämda psalmer vid sabbaten och vid firandet av andra högtider.
Näst efter Nya Testamentet är Psaltaren den bibelbok som tidigast blev översatt till svenska.
Psalmerna har inte bara lästs utan även tonsatts. I gudstjänsten i kristna kyrkor används tonsättningar av psalmerna i det moment som kallas introitus.

## Exempel på psaltartexter som bearbetats till visor/psalmer

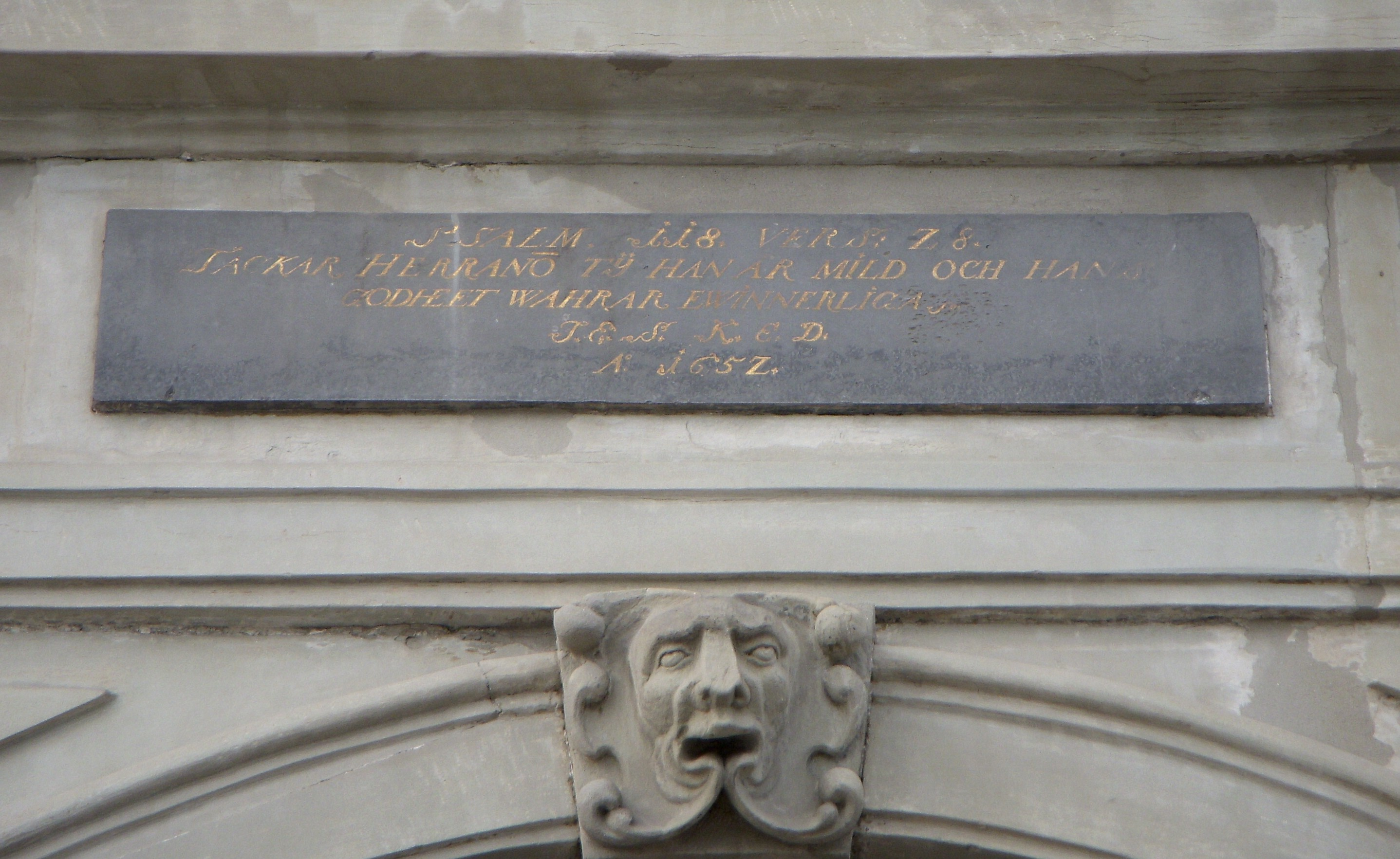
Skeppsbron 6, Stockholm, Psaltaren 118

- Psaltaren 1 i Mose och lambsens wisor som nr 30 under rubriken "Then Första konung Davids Psalm" Säll är den som ej med andra
- Psaltaren 25 i 1695 års psalmbok som nr 393 Jag längtar av allt hjärta under rubriken "Konung Davids Psalmer"
- Psaltaren 27 i Andelig Dufworöst som nr 4 Gud är min hälsa, ljus och kraft

- Psaltaren 42 i Mose och lambsens wisor som nr 31 under rubriken "Then Första konung Davids Psalm" Som en hiort, när solens heta

- Psaltaren 73:25-26 i Mose och lambsens wisor som nr 32 under rubriken Then Första konung Davids Psalm O Jesu Christ! wår bäste wän

- Psaltaren 104:24 i Hjärtesånger 1895 som nr 1 under rubriken Väckelse- och inbjudningssånger Han tände lyktor i den mörka dimman Finns på Wikisource.

- Psaltaren 126:6 i Mose och lambsens wisor som nr 33 under rubriken Then Första konung Davids Psalm Jesu wänner sorgse få

## Författarfrågan
Fram till mitten av 1800-talet då den historisk-kritiska forskningen startade, var det oftast okontroversiellt att tala om Davids psalmer, som något som kung David författat, exempelvis i Nya Testamentet. I Den svenska psalmboken 1695 finns en hel avdelning med omdiktningar av Kung Davids psalmer. Den vetenskapliga forskningen har ifrågasatt om de ord som står ovanför en del psalmer "av David", "av Asaf" och så vidare verkligen är en författarnotis. Det har föreslagits att de ska ses som en fotnot om att en viss psalm tillhör en samling psalmer, som "davidspsalmerna" och "asafspsalmerna", och att de ska ses som namn på de kretsar inom vilka psalmen levt vidare. Någon enighet har inte nåtts om hur dessa ord skall tolkas. Den traditionella bilden från konsten där David spelar på sitt instrument för kung Saul och andra framställningar utifrån bilden av David i Samuelsböckerna och Nya Testamentets ord gör att många ser David som författaren.

## Psalmtyper
Hur psalmerna ska förstås har varit föremål för olika bedömning. Under romantiken föreställde man sig författaren som en enskild person som satt i sin kammare och skrev, ungefär som en författare under denna tid.
Forskningen har visat på det anakronistiska i att se på psalmernas tillkomst på detta sätt. I stället skall de uppfattas som komna ur ett kultiskt sammanhang. Psalmforskningen har försökt urskilja hur denna anknytning till kulten skall förstås utan att ha kommit till någon enighet. Av stor betydelse för förståelsen av psalmerna är desamma i olika psalmtyper som gjordes av Hermann Gunkel på 1920-talet. Han gjorde en detaljerad klassifikation som i stort används fortfarande. Några huvudtyper är Klagopsalmer, hymner, Sionspsalmer, kungapsalmer. För varje psalmtyp angav han vad som formellt utmärkte de olika psalmtyperna. Ex.: En klagopsalm innehåller vanligen 1. anrop 2. nödskildring 3. bön om hjälp 4. löfte om tack. Omfattningen av de olika momenten kan skilja sig åt mellan olika klagopsalmer, ibland överväger ett moment, ibland ett annat. På samma sätt är det med hymnerna och de andra psalmtyperna. Denna klassificering har bidragit till förståelsen av innehållet i psalmerna och kulten.

## Psalmernas språk och struktur
Psalmerna är poesi. Det som skiljer det poetiska språket från det berättande språket i till exempel stora delar av Moseböckerna är mest att uttryckssättet är mer kortfattat. En versrad består oftast enbart två, tre eller fyra ord på hebreiska, som är ursprungsspråket. Någon uppdelning av verserna på olika rader (brukligt i den tryckta texten) finns inte. Ett karaktäristiskt drag är den så kallade parallellismen. Den har alltsedan mitten av 1700-talet varit en utgångspunkt för bedömningen av psalmernas struktur. De i romersk och grekisk lyrik vanliga versmåtten saknas helt. Inte heller förekommer något slutrim som är vanligt i exempelvis psalmer i den Svenska psalmboken. Utöver den semantiska parallellismen, med två eller flera rader av innehållsligt grupperade rader, förekommer grammatisk parallellism, och även enskilda ord och språkljud kan vara grupperade parallellt. Ibland kan alla former av parallellism förekomma samtidigt.
En väsentlig del av det poetiska språket är användningen av bilder. Bilderna har funktionen av ge åhöraren/läsaren associationer till andra sammanhang där samma bild eller bildelement används. Gränsen mellan vad som är en ren metafor och vad som är något annat är flytande. Många bilder kan ha en kultisk bakgrund, som bilden av "herden" eller "kungen". Det är inte det originella utan det traditionella som ger bildspråket dess kraft.

## Psalmernas överskrifter
Det förekommer en mängd olika typer av överskrifter, och en del är, anses det, tekniska termer för något som har med psalmens framförande att göra. Exempel på sådana överskrifter är det som i Bibel 2000 kallas "psalm" (hebreiska Mizm'or), "sång" (hebreiska shir), "dikt" (hebreiska mask'il), "kväde" (hebreiska mikt'am) och "vallfartssång" (hebreiska shir hammal'ot). Ett annat uttryck som är vanligt är "för körledaren" (hebreiska lamnasse'ach). Någon säker översättning finns inte heller av detta ord, och den grekiska översättningen Septuaginta (LXX) har något som ser ut att betyda "för slutet".
Ett ord som inte förekommer i rubriker men som anses ha en liknande funktion är ordet "Sela". Det förekommer i slutet av en del versrader. Dess betydelse har gått förlorad. Många gissningar finns, men någon enighet finns inte. En gissning är att ordet kommer av ett verb med betydelse "lyfta upp". Man har gjort ett avbrott och lyft blicken från texten. Bibel 2000 har lämnat ordet oöversatt. Även andra ord i överskrifterna har Bibel 2000 lämnat oöversatta på grund av att det inte är möjligt att ge en meningsfull översättning.
En särskild sorts överskrifter har att göra med hänvisningar till historiska situationer. Dessa har inget med psalmen som sådan att göra, utan har tillkommit i efterhand. Det har föreslagits att de är till för att underlätta för den som hör psalmen att associera till en konkret situation, och därmed underlätta förståelsen av texten.

## Psalmernas innehåll
Psalmerna uttrycker som ett grundmotiv förvissningen om gudomlig makt och trofasthet. Den gudomliga makten tar sig uttryck i att Gud är alltings skapare och uppehållare. Människan är helt beroende av Gud och därför är den rätta livshållningen att hålla sig till Gud.
Trofasthet är ett annat grundtema. Denna Guds trofasthet tar sig uttryck i ett gudomligt utväljande av ett folk, kungen, David, den trogne, den fromme etc. Trots utvaldheten är den utvalde ständigt utsatt för hot. Framför allt i klagopsalmerna kommer detta till uttryck. Den klagande är utsatt för fiender, ovänner och plågor av många slag. Det värsta är övergivenheten, att Gud glömt sin utvalde. I sin förtvivlan ropar psalmens jag/vi ut sin smärta och kan ibland gripas av en lågande hämndlystnad mot angriparna. Psalmerna uttrycker dock att det lönar sig att ropa. Det finns en möjlighet till gudomligt ingripande. Angriparna är Guds egna fiender, och det är bara Gud som kan övervinna dem. I sin förtvivlan flyr den klagande ofta till Guds närvaro i templet. Templet är också platsen för tacksamhet och lovsång över Guds ingripande.
Ett ytterligare tema är mänsklig synd och skuld, som föder misstanken att det är synden och skulden som är orsaken till lidandet och den gudomliga vreden. I det läget tar psalmernas jag sin tillflykt till Guds nåd och barmhärtighet. Denna barmhärtighet tar sig konkret uttryck i den gudomliga närvaron i templet.